# 袁隆
袁隆（1918年6月—2009年11月19日），原名袁青春，山东莘县人。中华人民共和国政治人物、工程师。

## 生平

### 民国时期
1935年，加入中国共产党。1938年夏，参加抗日武装范筑先第五支队，后入八路军先遣纵队，先后任文书、司务长、排长、训练长、指导员。1939年，参加攻打冠县县城，与日军交战。1940年随军到冀南活动。1941年初，调任中共永肥县县委武装部长，任豫南三分区永肥县武装部长、抗联主任。1942年，兼任该县抗日联合会主任，发动民兵、自卫队。1943年10月，到太行党校参加整风学习。
1945年6月，任冀鲁豫书店、报社秘书长、办公室主任、党支部副书记，主管后勤和思想政治工作。1946年春，他主持创办了电气化印刷厂，成立了冀鲁豫印刷局。1947年秋调黄委工作。1948年，袁隆调任冀鲁豫黄委会秘书处长、中共党总支副书记。同年秋指挥东明高村的黄河抢险。1949年7月，任平原省河务局副局长。

### 共和国时期
1949年9月14日，花园口出现12300秒立方米洪水流量，袁隆参加了平原省委、省政府组织的抗洪抢险指挥。1949年12月，任黄委会副书记、办公室主任兼人事处长、河南省河务局长。他与其他黄委会领导人经过3年调查研究和反复论证，制定了治理黄河“上拦下排两岸分滞洪水的指导方针”和治黄初步规划。1950年任河南河务局局长。1954年初，水利部李葆华、刘澜波带队，张含英、竺可桢、熊毅、张光斗等专家组成120多人的黄河查勘团，袁隆担任查勘团副秘书长。
1956年，因被诬陷工作中违法乱纪严重，后被错误地撤销党内外一切职务，调水利厅当秘书。1969年，任中共河南省水利厅党组书记、副厅长。文化大革命期间被诬陷为“走资派”，遭到批斗。文革结束后，1980年2月，袁隆恢复待遇，调任黄委会任党委副书记、副主任。1982年夏，任黄河水利委员会党委书记、黄委会主任。1984年8月，袁隆被选为中共河南省顾问委员会常委，11月，兼河南省政府农业战线咨询顾问。1992年豫西遭遇大旱，已经离休且74岁高龄的袁隆，受命担任山区人畜饮水工程指挥长，3年内建成6001处饮水工程，解决了300万人、80万头牲畜的用水困难问题。
2009年11月19日，在郑州市逝世，享年92岁。